# Loison-sous-Lens
Loison-sous-Lens è un comune francese di 5 417 abitanti situato nel dipartimento del Passo di Calais nella regione dell'Alta Francia.

## Società

### Evoluzione demografica
Abitanti censiti